# Марянув (Сілезьке воєводство)
Марянув (пол. Marianów) — село в Польщі, у гміні Попув Клобуцького повіту Сілезького воєводства.
Населення — 132 особи (2011).
У 1975-1998 роках село належало до Ченстоховського воєводства.

## Демографія
Демографічна структура станом на 31 березня 2011 року:
|          | Загалом | Допрацездатний вік | Працездатний вік | Постпрацездатний вік |
| -------- | ------- | ------------------ | ---------------- | -------------------- |
| Чоловіки | 68      | 20                 | 41               | 7                    |
| Жінки    | 64      | 16                 | 30               | 18                   |
| Разом    | 132     | 36                 | 71               | 25                   |